# Lindsjön, Uppland
Lindsjön är en sjö i Uppsala kommun i Uppland och ingår i Norrströms huvudavrinningsområde. Sjön är 2,6 meter djup, har en yta på 0,0542 kvadratkilometer och befinner sig 50 meter över havet. Vid provfiske har abborre, gädda och mört fångats i sjön. Lindsjön ligger i Lindsjöns naturreservat.

## Delavrinningsområde
Lindsjön ingår i det delavrinningsområde (662759-158032) som SMHI kallar för Mynnar i Alsta Sjö. Medelhöjden är 50 meter över havet och ytan är 57,42 kvadratkilometer. Räknas de 2 avrinningsområdena uppströms in blir den ackumulerade arean 81,86 kvadratkilometer. Lillån avvattnar avrinningsområdet och vattnet fortsätter därefter genom Örsundaån, Mälaren och Norrström innan det når havet efter 97 kilometer. Avrinningsområdet består mestadels av skog (71 procent) och jordbruk (19 procent). Avrinningsområdet har 1,07 kvadratkilometer vattenytor vilket ger det en sjöprocent på 1,9 procent.